# گسل عظیم
گسل عظیم ((به انگلیسی: Megafault)) عنوان فیلمی به کارگردانی دیوید مایکل لت و محصول مشترک کانادا و آمریکا می‌باشد که در سال ۲۰۰۹ ساخته شده است. در این فیلم بریتانی مورفی در نفش اصلی ظاهر شده است.

## خلاصه داستان
در کوهستان بلک ریور درغرب ویرجینیا بر اثر انفجارهایی که به سرپرستی مردی به نام بومر (اریک لاسال) اتفاق می‌افتد، گسل زمین جابجا شده و این اتفاق باعث وقوع زلزله‌ای عظیم می‌گردد...

## بازیگران
- بریتانی مورفی
- اریک لاسال
- جاستین هارتلی
- بروس دیویسون
- تامالا جونز
- پائول لوگان